# 美脉粗叶木
美脉粗叶木（学名：Lasianthus lancifolius）为茜草科粗叶木属下的一个种。其种加词“lancifolius”意为“披针形叶的”。